# Piotr Rodziewicz
Piotr Rodziewicz herbu Łuk Napięty – mostowniczy wileński w 1697 roku.
W 1697 roku był elektorem Augusta II Mocnego z województwa wileńskiego.